# Sierra Sur de Jaén
Sierra Sur de Jaén ist ein Weinbaugebiet in der andalusischen Provinz Jaén. Der Name bezieht sich auf die gleichnamige Bergformation (spanisch für Südliche Berge von Jaén) zwischen den Städten Jaén und Granada.

## Geografie
Der Anbau und die Verarbeitung müssen innerhalb der Sierra Sur de Jaén stattfinden, die anhand der Gemarkungen folgender Gemeinden definiert ist: Alcalá la Real, Alcaudete (teilweise), Castillo de Locubín, Frailes, Fuensanta de Martos, Los Villares, Martos (teilweise), Valdepeñas de Jaén.

## Wein
Es dürfen Weißweine, Roséweine und Rotweine produziert werden. Es dürfen die Rebsorten Cabernet Sauvignon, Tempranillo (Synonyme: Cencibel, Tinto de Toro), Syrah, Pinot Noir, Garnacha Tinta und Chardonnay verwendet werden.